# Leucomonia bethia
Leucomonia là một chi bướm đêm thuộc họ Sphingidae, chỉ gồm một loài Leucomonia bethia, được tìm thấy ở New South Wales và Queensland.
Con trưởng thành có cánh trước màu xám, mỗi cánh có vài đường kẻ tam giác xám và đốm đen gần giũa. Cánh sau màu nâu.
Ấu trùng ăn Clerodendrum floribundum.